# Coexist
Coexist è il secondo album della band indie pop inglese The xx. È stato pubblicato dall'etichetta Young Turks Records il 5 settembre 2012. È stato registrato tra novembre e maggio 2012 in uno studio a Londra.

## Tracce
1. Angels – 2:51
2. Chained – 2:47
3. Fiction – 2:56
4. Try – 3:15
5. Reunion – 3:57
6. Sunset – 3:38
7. Missing – 3:33
8. Tides – 3:01
9. Unfold – 3:02
10. Swept Away – 4:59
11. Our Song – 3:13